# Best (album des Scorpions)
Pour les articles homonymes, voir Best.
Albums de Scorpions
Hot & Slow: Best Masters of the 70's
(1998) The Millennium Collection : The Best of Scorpions
(2000)
Best est une compilation du groupe allemand de hard rock Scorpions sortie le 17 septembre 1999.

## Liste des titres 1:18:39
| No  | Titre                        | Paroles | Musique | Album | Durée |
| --- | ---------------------------- | ------- | ------- | ----- | ----- |
| 01. | Loving you sunday morning    |         |         | Best  | 05:39 |
| 02. | Rock you like a hurricane    |         |         | Best  | 04:14 |
| 03. | Wind of change               |         |         | Best  | 05:12 |
| 04. | Is there anybody there       |         |         | Best  | 04:19 |
| 05. | Holiday                      |         |         | Best  | 06:24 |
| 06. | Rhythm of love               |         |         | Best  | 03:50 |
| 07. | Passion rules the game       |         |         | Best  | 03:59 |
| 08. | Still loving you             |         |         | Best  | 06:28 |
| 09. | No one like you              |         |         | Best  | 03:56 |
| 10. | Another piece of meat (Live) |         |         | Best  | 03:47 |
| 11. | In trance (live)             |         |         | Best  | 05:27 |
| 12. | Im goin' Mad                 |         |         | Best  | 04:53 |
| 13. | He's a woman, she's a man    |         |         | Best  | 03:15 |
| 14. | Love is blind                |         |         | Best  | 03:53 |
| 15. | Always somewhere             |         |         | Best  | 04:57 |
| 16. | Make it real                 |         |         | Best  | 03:53 |
| 17. | Send me an angel             |         |         | Best  | 04:33 |

Source des titres et durées.